# Mounir Lazzez
Mounir Lazzez (in arabo منير اللزاز‎?; Sfax, 16 novembre 1987) è un artista marziale misto tunisino che compete nella divisione welter dell'Ultimate Fighting Championship (UFC).
Professionista dal 2012, è il primo combattente nato e cresciuto in un paese arabo che ha firmato per l'UFC.

## Biografia
Nato in Tunisia, ha anche vissuto a Montreal, in Canada, e si è allenato con Shawn Tompkins e Mark Hominick.
Attualmente si allena con la Team Nogueira a Dubai.

## Carriera marziale
Ha esordito professionalmente nel 2012 e ha gareggiato in Medio Oriente.
Ha vinto il suo primo combattimento UFC il 16 luglio 2020 quando ha battito Abdul Razak Alhassan al UFC on ESPN: Kattar vs. Ige. Ha ricevuto il bonus Fight of the Night.
Il suo secondo incontro è stato il 20 gennaio 2021 quando ha perso con TKO contro Warlley Alves al UFC on ESPN Chiesa vs Magny.
Lazzez avrebbe dovuto affrontare Elizeu Zaleski dos Santos il 16 aprile 2022 all'UFC on ESPN: Luque vs. Muhammad 2. Tuttavia, Zaleski dos Santos si ritirò la settimana del combattimento e fu sostituito da Ange Loosa. Ha vinto l'incontro con decisione unanime.

## Risultati nelle arti marziali miste
| Risultato | Record | Avversario           | Metodo                    | Evento                                 | Data              | Round | Tempo | Città                                | Note |
| --------- | ------ | -------------------- | ------------------------- | -------------------------------------- | ----------------- | ----- | ----- | ------------------------------------ | --- |
| Vittoria  | 11-2   | Ange Loosa           | Decisione (Unanime)       | UFC on ESPN: Luque vs. Muhammad 2      | 16 Aprile 2022    | 1     | 5:00  | Las Vegas, Stati Uniti               | |
| Sconfitta | 10-2   | Warlley Alves        | TKO (Calci al corpo)      | UFC on ESPN: Chiesa vs. Magny          | 10 Gennaio 2021   | 1     | 2:35  | Yas Island, Abu Dhabi, Emirati Arabi | |
| Vittoria  | 10-1   | Abdul Razak Alhassan | Decisione (Unanime)       | UFC on ESPN: Kattar vs. Ige            | 15 luglio 2020    | 3     | 5:00  | Yas Island, Abu Dhabi, Emirati Arabi | Incontro catchweight (174 libbre). Alhassan superò il limite massimo della categoria. Fight of the Night |
| Vittoria  | 9-1    | Arber Murati         | TKO (Ginocchiate e pugni) | Probellum MMA Dubai: Lazzez vs. Murati | 7 Febbraio 2020   | 1     | 0:59  | Dubai, Emirati Arabi                 | |
| Vittoria  | 8-1    | Sasha Palatnikov     | TKO (Colpi)               | ADW: UAE Warriors 8                    | 18 Ottobre 2019   | 1     | 4:48  | Abu Dhabi, Emirati Arabi             | |
| Sconfitta | 7-1    | Eldar Eldarov        | Decisione (Unanime)       | Brave CF 23                            | 19 Aprile 2019    | 5     | 5:00  | Amman                                | Incontro catchweight (165 libbre) per il titolo dei pesi super leggeri Brave CF.                         |
| Vittoria  | 7-0    | Dmitrijs Homjakovs   | TKO                       | Brave CF 16                            | 21 Settembre 2018 | 2     | 4:15  | Abu Dhabi, Emirati Arabi             | |
| Vittoria  | 6-0    | Christophe Van Dijck | Decisione (Unanime)       | Phoenix Fighting Championship 4: Dubai | 22 Diciembre 2017 | 3     | 5:00  | Dubai, Emirati Arabi                 | |
| Vittoria  | 5-0    | Mohamad Ghorabi      | TKO (Pugni)               | Desert Force 16                        | 23 Marzo 2015     | 2     | 3:50  | Riyad, Arabia Saudita                | |
| Vittoria  | 4-0    | Amr Fathee Wahman    | KO (Calcio alla testa)    | Desert Force 11                        | 7 Marzo 2014      | 1     | 2:00  | Manama, Bahrein                      | |
| Vittoria  | 3-0    | Anas Siraj Mounir    | KO (Calcio alla testa)    | Desert Force 10                        | 27 Gennaio 2014   | 3     | 1:15  | Amman, Giordania                     | |
| Vittoria  | 2-0    | Ashkan Mehrdadpoor   | TKO (Pugni)               | Dubai FC 3                             | 16 Novembre 2012  | 1     | 2:25  | Dubai, Emirati Arabi                 | |
| Vittoria  | 1-0    | Andrew Connor        | KO (Pugno)                | Dubai FC 2                             | 27 Gennaio 2014   | 1     | 0:54  | Dubai, Emirati Arabi                 | Debutto da professionista.                                                                               |